# Giovanni Zonaro
| Odkryte planetoidy: 1 (wspólnie z Plinio Antolinim) | Odkryte planetoidy: 1 (wspólnie z Plinio Antolinim) | Odkryte planetoidy: 1 (wspólnie z Plinio Antolinim) |
| --------------------------------------------------- | --------------------------------------------------- | --------------------------------------------------- |
| (12777) Manuel                                      | 27 sierpnia 1994                                    |                                                     |

Giovanni Zonaro – włoski astronom amator.
Wspólnie z Plinio Antolinim odkrył jedną planetoidę. Działa w stowarzyszeniu amatorskim Circolo Astrofili Veronesi, którego był prezesem (w latach 1990–1994) i wiceprezesem.